# Industrie- und Betriebssoziologie
Die Industrie- und Betriebssoziologie ist ursprünglich, nach einer Definition von Ralf Dahrendorf, eine „spezielle Soziologie der industriellen Gesellschaft“. Sie hat es laut Dahrendorf „mit dem Ausschnitt des sozialen Handelns zu tun, der durch die industrielle Güterproduktion gegeben ist“. Dieser Definition entspricht eine Untergliederung in die beiden Teilbereiche Industriesoziologie und Betriebssoziologie.
Heute wird der neuere Terminus Arbeits- und Industriesoziologie bevorzugt und die Definition weiter gefasst, indem die Dienstleistungen einbezogen werden. Die Arbeits- und Industriesoziologie ist demnach eine Teildisziplin der Soziologie, die die sozialen Strukturen und das soziale Handeln im Bereich der betriebsförmigen Produktion von Gütern und Dienstleistungen und ihrer Umwelt zum Gegenstand hat. Der Wandel zur industriellen Dienstleistungsgesellschaft war mit neuen Problemlagen verbunden (z. B. Ersetzung menschlicher Arbeitskraft in der Produktion, globale Produktionsnetzwerke, neue Berufsbilder, Vereinbarkeit von Familie und Beruf) und führte zu einem „kognitiven und sozialen Identitätswandel“. Die Soziologie öffnete sich seit den 1980er Jahren der veränderten Thematik. Die Arbeits- und Industriesoziologie untersucht „Formen und Folgen unterschiedlicher Arten von Arbeit in Betrieben und Verwaltungen und deren Wechselwirkungen mit der Gesellschaft insgesamt“.
Vielfach wird die Ansicht vertreten, dass die Arbeits- und Betriebssoziologie aus drei Teilbereichen besteht:
- Die Industriesoziologie hat mit der Erforschung der Wechselwirkungen zwischen Industriebetrieben und Gesellschaften, mit der sozialen Struktur und Dynamik von Industriebetrieben, mit der Entstehung und Geschichte der Industrialisierung sowie mit deren Auswirkungen auf Arbeitswelt und Gesellschaft zu tun.
- Die Betriebssoziologie hat mit Strukturen und Ordnungen in privaten und öffentlichen Leistungsorganisationen mit wirtschaftlicher Zwecksetzung zu tun. Ihr Fokus sind weniger die Wechselwirkungen zwischen Organisation und Gesellschaft als die Binnenstrukturen und -verhältnisse in den Organisationen selbst.
- Die Arbeitssoziologie erforscht die Formen und Bedingungen menschlicher Arbeit generell.

Ihre jeweiligen Forschungsgebiete überschneiden sich. Gemeinsame Schnittmengen haben sie mit der Organisationssoziologie und der Wirtschaftssoziologie.

## Entwicklung und Ansätze
Die Entwicklung der Industriesoziologie war zunächst stark geprägt durch Analysen und gesellschaftspolitische Bewertungen der neuen industriekapitalistischen Produktionsweise (paradigmatisch in Das Kapital Band I von Karl Marx) sowie der sozialen Struktur der Industriearbeit und deren häufig negativ bewerteten Folgen. Mit der Abgrenzung der Soziologie von der Geschichts- und Sozialphilosophie um 1910 bestimmten vermehrt reine Tatsachenanalysen die soziologischen Untersuchungen, so dass die Betriebssoziologie aufgrund der analysierten Tatbestände konkrete betriebliche oder gesellschaftspolitische Maßnahmen vorschlagen konnte. Die Betriebssoziologie entwickelte sich zudem in der Auseinandersetzung mit der „wissenschaftlichen Betriebsführung“ (siehe Taylorismus), welche vorwiegend von Effizienzgesichtspunkten bestimmt wurde. Die zunehmende sozial- und arbeitsrechtliche Verankerung einer Betriebsverfassung erleichterte es schließlich der Betriebssoziologie, sich auf positivistische Tatsachenanalyse zurückzuziehen, während die Industriesoziologie ihren (meist kritischen) gesellschaftspolitischen Bezug nicht aufgab. 
Seit den 1960er Jahren war die Automation ein beherrschendes Thema der Industriesoziologie. Strittig blieb, in welchem Maße sie Gestaltungsspielräume der Arbeit eröffnete oder einschränkte. Einen Entwicklungsschub und zunehmend gesellschaftliche Relevanz erfuhr die deutsche Industriesoziologie durch die Programme zur Humanisierung des Arbeitslebens seit 1974. Durch den Bedeutungsverlust der durch Technologie sicher beherrschbaren Massenproduktion, die das klassische Paradigma der Industriesoziologie bis zur Mitte der 1980er Jahre darstellte, hat diese jedoch ihren Fokus verloren und sich relativ spät gegenüber neuen Arbeitsformen geöffnet. Die Massenproduktion dient ihr heute nur noch als negativer Fixpunkt. Ungewiss ist, wie sich die Industriesoziologie künftig gegenüber anderen Disziplinen bei der Analyse von tertiarisierter Arbeit in der Dienstleistungsarbeit behaupten kann, welche in geringerem Maße technisch determiniert ist. So spricht Christoph Deutschmann vom Paradox einer „postindustriellen Industriesoziologie“. Disziplinen wie Betriebswirtschaftslehre, Managementtheorie, Organisationspsychologie, Marktsoziologie oder Netzwerktheorie zunehmend des Themas neuer Formen tertiarisierter Arbeit an, wodurch sich die Industriesoziologie „empirisch auf einem immer engeren Terrain“ bewegt.,

## Unterschiede und Gemeinsamkeiten
Eine klare Grenzziehung zwischen Industrie- und Betriebssoziologie ist aus zwei Gründen nicht immer sinnvoll und möglich: Einerseits besteht ein enger Zusammenhang zwischen den Problemen der gesamtgesellschaftlichen strukturellen Veränderungen zur Industriegesellschaft. Andererseits lässt die Einordnung des Menschen in den rationalisierten Industriebetrieb mit allen seinen Konsequenzen in organisatorischer und sozialer Sicht eine klare Trennung gar nicht zu. Zu beachten bleibt jedoch, dass die „Industriesoziologie“ auch nicht-betriebliche Erscheinungen untersucht, etwa die sozialpsychologische Komponente der „Industrialisierung“ (auch der „De-Industrialisierung“) als Einstellung (Haltung); anderseits gibt es zahlreiche nichtindustrielle Betriebe (z. B. Bauernhöfe, Handwerksbetriebe, Kindergärten, Hospitäler, Räuberbanden).
Neue Herausforderungen der Industriesoziologie bilden die säkularen Tendenzen zur Dienstleistungsökonomie und Wissensgesellschaft, die sich in der paradoxen Begriffsbildung der „postindustriellen Industriesoziologie“ (Deutschmann) widerspiegeln.

## Forschungsrichtungen

### Betriebssoziologie
In der Betriebssoziologie lassen sich folgende Forschungsrichtungen unterscheiden:
- das Modell der Human Relations
- die formale Organisationstheorie
- die Personality and Organisation Theory
- das Modell der Industriellen Beziehungen
- der Fallstudien-Ansatz (SOFI Göttingen; Institut für Sozialwissenschaftliche Forschung München)

### Industriesoziologie
Die Industriesoziologie beschäftigt sich dazu mit:
- Fragen der Macht- und Autoritätsverhältnisse im Industriebetrieb
- Organisations- und Gruppenstrukturen im Industriebetrieb und deren Auswirkungen auf den Menschen
- dem Verhältnis des Industriebetriebes zu seiner Umwelt
- auf Ebene der Entwicklungssoziologie mit der Frage nach Voraussetzungen und möglichen Folgen einer möglichst sozial verträglichen und ökologisch angepassten Industrialisierung in Entwicklungsgesellschaften.
- auf der Ebene der sozialen Akteure mit den Einstellungen zu Industriebetrieben und -arbeit

## Institutionen
In der Deutschen Gesellschaft für Soziologie sind die Arbeits-, Betriebs- und Industriesoziologen in der Sektion Arbeits- und Industriesoziologie organisiert, die auch eine Online-Zeitschrift herausgibt, die Arbeits- und Industriesoziologischen Studien (AIS-Studien). Das Pendant in der Österreichischen Gesellschaft für Soziologie ist die Sektion Arbeitssoziologie. In der International Sociological Association heißt das entsprechende Forschungskomitee „Sociology of Work“.

## Industriesoziologen des deutschsprachigen Raums (nach 1945)
| Name                    | Exemplarisches Werk (Erstausgabe) | Mitautor/en                                       |
| Norbert Altmann         | Betriebliche Herrschaftsstruktur und industrielle Gesellschaft (1971)                                                                                  | Günter Bechtle                                    |
| Martin Baethge          | Zukunft der Angestellten (1986) | Herbert Oberbeck                                  |
| Hans Paul Bahrdt        | Industriebürokratie (1958) |                                                   |
| Niels Beckenbach        | Industriesoziologie (1991) |                                                   |
| Joachim Bergmann        | Gewerkschaften in der Bundesrepublik (1975) | Otto Jacobi Walther Müller-Jentsch                |
| Fritz Böhle             | (Hrsg.) Handbuch Arbeitssoziologie (2010) | G. Günter Voß Günther Wachtler                    |
| Ralf Dahrendorf         | Industrie- und Betriebssoziologie (1956) |                                                   |
| Christoph Deutschmann   | Postindustrielle Industriesoziologie (2002) |                                                   |
| Klaus Dörre             | Kampf um Beteiligung (2002) |                                                   |
| Ludwig von Friedeburg   | Soziologie des Betriebsklimas (1963) |                                                   |
| Friedrich Fürstenberg   | (Hrsg.) Industriesoziologie 3 Bde. (1959ff.) |                                                   |
| Sabine Gensior          | (Hrsg.) Vergesellschaftung und Frauenerwerbsarbeit (1995)                                                                                              |                                                   |
| Thomas Haipeter         | Mitbestimmung bei VW. Neue Chancen für die betriebliche Interessenvertretung? (2000)                                                                   |                                                   |
| Heinz Hartmann          | Der deutsche Unternehmer. Autorität und Organisation (1968)                                                                                            |                                                   |
| Martin Heidenreich      | Informatisierung und Kultur – Die Einführung und Nutzung von Informationssystemen in italienischen, französischen und westdeutschen Unternehmen (1995) |                                                   |
| Sebastian Herkommer     | Industriesoziologie (1979) |                                                   |
| Hartmut Hirsch-Kreinsen | Wirtschafts- und Industriesoziologie (2004) |                                                   |
| Horst Kern              | Das Ende der Arbeitsteilung? (1984) | Michael Schumann                                  |
| Hermann Kotthoff        | Betriebsräte und Bürgerstatus (1994) |                                                   |
| Wolfgang Littek         | (Hrsg.) Einführung in die Arbeits- und Industriesoziologie (1982)                                                                                      | Werner Rammert Günther Wachtler                   |
| Burkart Lutz            | (Hrsg.) Entwicklungsperspektiven von Arbeit (2001) |                                                   |
| Gertraude Mikl-Horke    | Industrie- und Arbeitssoziologie (1991) |                                                   |
| Otfried Mickler         | Facharbeit im Wandel (1981) |                                                   |
| Heiner Minssen          | Arbeits- und Industriesoziologie (2006) |                                                   |
| Walther Müller-Jentsch  | Soziologie der Industriellen Beziehungen (1986) |                                                   |
| Frieder Naschold        | Modernisierung des Staates (1998) | Jörg Bogumil                                      |
| Otto Neuloh             | Der neue Betriebsstil (1960) |                                                   |
| Theo Pirker             | Büro und Maschine (1962) |                                                   |
| Heinrich Popitz         | Das Gesellschaftsbild des Arbeiters (1957) | Hans Paul Bahrdt Ernst August Jüres Hanno Kesting |
| Ludger Pries            | Betriebliche Interessenregulierung in Deutschland (2008)                                                                                               | Axel Hauser-Ditz Markus Hertwig                   |
| Dieter Sauer            | Arbeit im Übergang. Zeitdiagnosen (2005) |                                                   |
| Rudi Schmiede           | Die Entwicklung der Leistungsentlohnung in der Bundesrepublik Deutschland (1976)                                                                       | Edwin Schudlich                                   |
| Gert Schmidt            | (Hrsg.) Materialien zur Industriesoziologie (1982) | H.-J. Braczyk J. v. d. Knesebeck                  |
| Rudi Schmidt            | Gesellschaftliches und politisches Bewusstsein von Arbeitern                                                                                           | Werner Kudera Werner Mangold u. a.                |
| Michael Schumann        | Industriearbeit und Arbeiterbewußtsein (1970) | Horst Kern                                        |
| Werner Sengenberger     | Struktur und Funktionsweise von Arbeitsmärkten (1987)                                                                                                  |                                                   |
| Arndt Sorge             | Informationstechnik und Arbeit im sozialen Prozeß (1986)                                                                                               |                                                   |
| Franz Traxler           | Evolution gewerkschaftlicher Interessenvertretung (1982)                                                                                               |                                                   |
| G. Günter Voß           | Der Arbeitskraftunternehmer (1998) | Hans J. Pongratz                                  |
| Hansjörg Weitbrecht     | Effektivität und Legitimität der Tarifautonomie (1969)                                                                                                 |                                                   |

### Einführungen und Übersichtsdarstellungen

#### Neuere Werke
- Niels Beckenbach: Industriesoziologie. de Gruyter, Berlin / New York 1991, ISBN 3-11-012153-0.
- Fritz Böhle, G. Günter Voß, Günther Wachtler (Hrsg.): Handbuch Arbeitssoziologie. 2. Auflage. Band 1: Arbeit, Strukturen und Prozesse, Band 2: Akteure und Institutionen. Springer VS, Wiesbaden 2018, ISBN 978-3-658-14457-9 und ISBN 978-3-658-21703-7.
- Rainer Bohn, Hartmut Hirsch-Kreinsen, Sabine Pfeiffer, Mascha Will-Zocholl (Hrsg.): Lexikon der Arbeits- und Industriesoziologie. 3., aktualisierte und erweiterte Auflage. Nomos, Baden-Baden 2023, ISBN 978-3-8487-8679-4.
- Christoph Deutschmann: Postindustrielle Industriesoziologie. Juventa, München 2002, ISBN 3-7799-1471-9.
- Hartmut Hirsch-Kreinsen: Wirtschafts- und Industriesoziologie. Grundlagen, Fragestellungen, Themenbereiche. 2., aktualisierte Auflage. Juventa, München 2009, ISBN 978-3-7799-1481-5.
- Stefan Kühl: Arbeits- und Industriesoziologie. Transcript-Verlag, Bielefeld 2004, ISBN 3-89942-189-2.
- Wolfgang Littek, Werner Rammert, Günther Wachtler (Hrsg.): Einführung in die Arbeits- und Industriesoziologie. 2. Auflage. Campus, Frankfurt am Main 1982, ISBN 3-593-32548-9.
- Gertraude Mikl-Horke: Industrie- und Arbeitssoziologie. 3. Auflage. Oldenbourg, München 1995.
- Heiner Minssen: Arbeits- und Industriesoziologie. Eine Einführung. Campus, Frankfurt am Main 2006, ISBN 3-593-38192-3.
- Walther Müller-Jentsch: Soziologie der Industriellen Beziehungen, Eine Einführung. 2. Auflage. Campus, Frankfurt am Main 1997, ISBN 3-593-35705-4.
- Caroline Ruiner, Maximiliane Wilkesmann: Arbeits- und Industriesoziologie. Fink, Paderborn 2016, ISBN 978-3-8252-4652-5.
- Gert Schmidt, Hans-Joachim Braczyk, Jost von dem Knesebeck (Hrsg.): Materialien zur Industriesoziologie. Kölner Zeitschrift für Soziologie und Sozialpsychologie, Sonderheft 24. Westdeutscher Verlag, Opladen 1982, ISBN 3-531-11615-0.

#### Klassische Werke
- Wolfram Burisch: Industrie- und Betriebssoziologie. 7., verb. Auflage. de Gruyter, Berlin / New York 1973, ISBN 3-11-005898-7. (Ralf Dahrendorf: 1. bis 4. Auflage 1955 bis 1967)
- Ralf Dahrendorf: Sozialstruktur des Betriebes – Betriebssoziologie. Betriebswirtschaftlicher Verlag Dr. Th. Gabler, Wiesbaden 1959.
- Friedrich Fürstenberg (Hrsg.):
  - Industriesoziologie I: Vorläufer und Frühzeit 1835–1934. 2. Auflage. Luchterhand, Neuwied 1966.
  - Industriesoziologie II: Die Entwicklung der Arbeits- und Industriesoziologie seit dem Zweiten Weltkrieg. Luchterhand, Neuwied 1974.
  - Industriesoziologie III: Industrie und Gesellschaft. Luchterhand, Neuwied 1975.
- Fritz Giese, Frederick Winslow Taylor (beteiligt): Psychotechnik und Taylorsystem. Verlag Wendt & Klauwell, Langensalza 1920.
- Mario Rainer Lepsius: Industrie und Betrieb. In: René König (Hrsg.): Das Fischer Lexikon. Band 10, Neubearbeitung ab März 1967, S. 129ff.
- Burkart Lutz, Gert Schmidt: Industriesoziologie. In: René König (Hrsg.): Handbuch der empirischen Sozialforschung. Band 8, dtv/Enke, Stuttgart 1972, S. 101–262.
- Renate Mayntz: Die soziale Organisation des Industriebetriebs. Stuttgart 1958.
- Delbert Charles Miller, William Humbert Form: Industrial Sociology. Harper & Row, New York 1967.
- Helmut Schelsky: Industrie- und Betriebssoziologie.  In: Arnold Gehlen, Helmut Schelsky (Hrsg.): Soziologie. 7. Auflage. Diederichs, Düsseldorf 1968, S. 159–203.
- Lutz Zündorf (Hrsg.): Industrie- und Betriebssoziologie. Wissenschaftliche Buchgesellschaft, Darmstadt 1979, ISBN 3-534-06841-6.

### Exemplarische Untersuchungen und Studien
- Norbert Altmann, Peter Binkelmann, Klaus Düll, Heiner Stück: Grenzen neuer Arbeitsformen. Campus, Frankfurt am Main 1982.
- Martin Baethge, Herbert Oberbeck: Zukunft der Angestellten. Campus, Frankfurt am Main 1986.
- Joachim Bergmann, Otto Jacobi, Walther Müller-Jentsch: Gewerkschaften in der Bundesrepublik. EVA, Frankfurt am Main 1975.
- Horst Kern, Michael Schumann: Industriearbeit und Arbeiterbewusstsein. 2 Bde., EVA, Frankfurt am Main 1970, ISBN 3-434-00221-9.
- Horst Kern, Michael Schumann: Das Ende der Arbeitsteilung? C. H. Beck, München 1984, ISBN 3-406-30307-2.
- Hermann Kotthoff: Betriebsräte und Bürgerstatus. Wandel und Kontinuität betrieblicher Mitbestimmung. Hampp, München/Mering 1994, ISBN 3-87988-095-6.
- Wolfgang Littek: Industriearbeit und Gesellschaftsstruktur. Zur Kritik der Industrie- und Betriebssoziologie. Europäische Verlagsanstalt, Frankfurt am Main 1973.
- Theo Pirker: Büro und Maschine. Zur Geschichte und Soziologie der Mechanisierung des Büros und der Büroautomation. Kyklos, Basel 1962.
- Heinrich Popitz, Hans Paul Bahrdt, Ernst Jüres, Hanno Kesting: Das Gesellschaftsbild des Arbeiters. Soziologische Untersuchungen in der Hüttenindustrie. 2. Auflage. Mohr, Tübingen 1961
- Heinrich Popitz, Hans Paul Bahrdt, Ernst Jüres, Hanno Kesting: Technik und Industriearbeit. Soziologische Untersuchungen in der Hüttenindustrie. Mohr, Tübingen 1957.
- Eugen Rosenstock-Huessy: Werkstattaussiedlung. Untersuchungen über den Lebensraum des Industriearbeiters. 1922. (Nachdruck 1997, ISBN 3-87067-629-9)
- Michael Schumann: Metamorphosen von Industriearbeit und Arbeiterbewusstsein. Kritische Industriesoziologie zwischen Taylorismusanalyse und Mitgestaltung innovativer Arbeitspolitik. VSA-Verlag, Hamburg 2003, ISBN 3-89965-008-5.
- Irmgard Weyrather: Die Frau am Fließband. Das Bild der Fabrikarbeiterin in der Sozialforschung 1870–1985. Campus, Frankfurt am Main 2003.